# Ted Naifeh

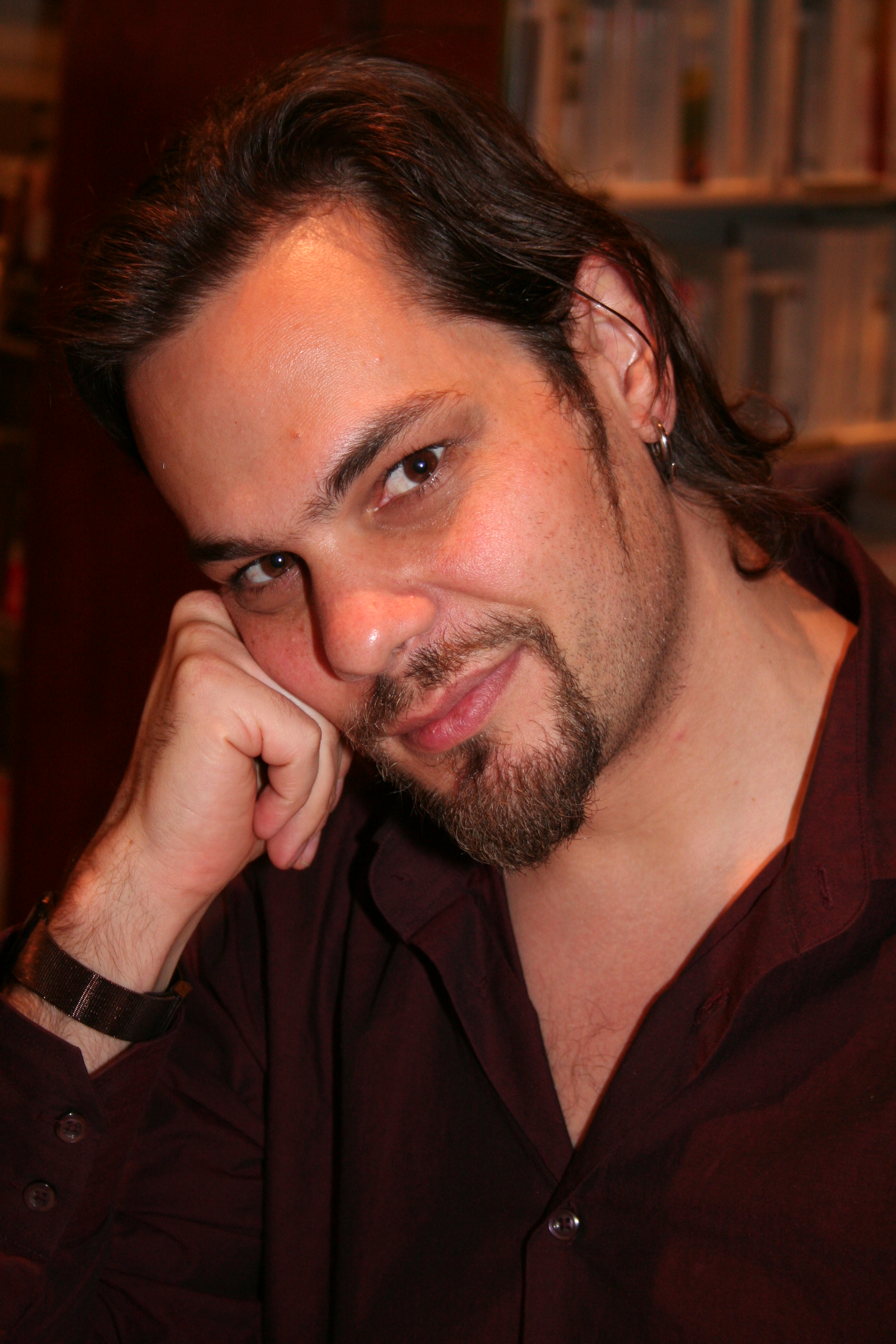
Ted Naifeh in Paris im Februar 2007.

Ted Naifeh (* 20. Juni 1971) ist ein US-amerikanischer Comiczeichner und -autor. Seine bekanntesten Arbeiten sind Gloomcookie und die Eisner Award nominierte Serie Courtney Crumrin.

## Leben
Naifeh begann 1990 im Comicbereich als Zeichner zu arbeiten. Seine erste veröffentlichte Arbeit war eine Adaption des Romans Shadow of the Torturer für Innovation Comics, die nach drei von sechs Heften eingestellt wurde. Weitere frühe Arbeiten von Naifeh sind The Machine (für Dark Horse Comics) und die illustrierte Kurzgeschichte The Grease Trap zusammen mit Science-Fiction Autor Joe R. Landsdale für Mojo Press.
Mitte der 1990er verließ Naifeh die Comicindustrie und arbeitete als Graphiker für Accolade, ein Videospielunternehmen. 1998 kehrte er zu den Comics zurück und begann mit der Arbeit an Gloomcookie, einer gemeinsam mit der Autorin Serena Valentino gestalteten Comicserie. Gloomcookie ist eine Sammlung zusammenhängender Kurzgeschichten, die in der Gothic-Subkultur spielten. Ted Naifeh gestaltete die ersten 6 Ausgaben der Reihe. Danach wurde die Reihe von Serena Valentino in Zusammenarbeit mit John Gebbia (Heft 7–12), Breehn John Burns (Heft 13–17), Harley Sparx (Heft 18–23) und Vincent Batignole (Heft 24–28) fortgeführt. Gloomcookie ist bei Slave Labor Graphics erschienen.
Weitere Arbeiten von Ted Naifeh:
- Courtney Crumrin (erschienen bei Oni Press)
- Polly and the Pirates (erschienen bei Oni Press)
- How Loathsome (zusammen mit Tristan Crane, erschienen bei NBM)
- Death Jr., eine Comicadaption zum gleichnamigen Videospiel (erschienen bei Image Comics).

Deutsche Übersetzungen von Courtney Crumrin und Polly and the Pirates sind im eidalon Verlag erschienen.